# Felix und der Wolf
Felix und der Wolf ist ein deutscher Kinderfilm der DEFA von Evelyn Schmidt aus dem Jahr 1988. Die Premiere fand am 31. Juli 1988 im Berliner Colosseum statt. Es war der einzige Kinderfilm, den Schmidt drehte.

## Handlung
Dem kleinen Felix Grosser wird von der alten Frau Goldberg eine Truhe voller Blechspielzeug geschenkt. Einst hatte die Frau das Spielzeug für ihre zukünftigen Enkel aufgehoben, doch haben ihre Kinder vor lauter Arbeit keine Familie gegründet. Nun erhält Felix das alte Spielzeug und Frau Goldberg warnt ihn, es nicht in fremde Hände fallen zu lassen. Felix nimmt neben verschiedenen anderen Teilen aus der Truhe auch ein weißes, tanzendes „Zauberpferdchen“ mit in sein Kinderzimmer. Seine Eltern, die gerade trotz Materialmangels den Umbau des Badezimmers bewältigen müssen, erfahren erst nach einer Weile, dass das Pony ein Geschenk von Frau Goldberg ist, die inzwischen nicht mehr im Haus wohnt. Von der Truhe voller Spielzeug, die auf dem Dachboden steht, ahnen sie nichts.
Im Zuge der Badneugestaltung erscheint der Klempner Wolf in der Wohnung der Grossers. Er entdeckt das Blechpferdchen in Felix’ Zimmer und erkennt sofort, dass das alte Spielzeug sehr wertvoll ist. Er versucht, Felix nach weiterem ähnlichen Spielzeug auszufragen und bietet ihm einen Tausch von Spielzeug gegen Geld an. So könnte sich Felix ein Fahrrad leisten. Seinen Freunden Sina und Thomas hat er in der Schule von seinem Schatz erzählt und beide sind von dem ungewöhnlichen Spielzeug begeistert. Felix lehnt das Angebot von Wolf ab. Der jedoch hat durch die Installationsarbeiten freien Zugang zur Wohnung der Grossers und stiehlt das Pferdchen, das er einem Antiquitätenhändler verkauft. Sina sieht den Verkauf und berichtet eilig Felix davon. Als der Händler das Pferdchen in sein Schaufenster stellt, färbt es sich schwarz.
Felix ist traurig, dass er sein Pferdchen wegen seiner Unachtsamkeit verloren hat. Er fühlt sich zudem hilflos, da seine Eltern nicht an seinen Sorgen teilnehmen. Als er hört, dass im Zuge der Häusersanierung sämtliche Dachböden abgerissen werden sollen, alarmiert er seine Freunde, kann er doch die schwere Truhe nicht allein vom Fleck bewegen. Alle Kinder erscheinen nachts heimlich auf dem Dachboden und tragen die Spielsachen in ihre Wohnung. Herrn Wolf, der ihnen heimlich gefolgt ist, können sie abhängen.
Der Antiquitätenhändler hat das schwarze Pferdchen in der Zwischenzeit entdeckt und ist entsetzt. Er wirft das Pferd weg; die Eltern von Felix nehmen es mit, weil es sie an das weiße Pferdchen ihres Sohne erinnert. Als der Antiquitätenhändler Herrn Wolf kurze Zeit später zur Rede stellt und auch wissen will, was aus den restlichen versprochenen Spielsachen geworden ist, gibt Herr Wolf zu, von den Kindern ausgetrickst worden zu sein. Die ziehen mit sämtlichen Spielsachen an ihm vorbei. Auf einem Tisch breiten sie ihre Schätze aus. Felix’ Eltern stellen das Zauberpferdchen dazu, das durch die Berührung aller Kinder plötzlich wieder weiß wird. Der Antiquitätenhändler und Herr Wolf sind von dem Zauber überrascht und fliehen. Als Herr Wolf dabei in einer Schubkarre voller Zementpulver landet, lachen ihn die Kinder aus.

## Kritik
Die Kritik lobte den Film als „[l]iebevolles Alltagsmärchen“ und „sensible[n] Kinderfilm“ und „subtile[s] Porträt eines Jungen“. Der Film sei „ein wenig Krimi, spannend-gruseliger Gaunerfilm, ein wenig Märchen“. Andere Kritiker hoben den Realitätsbezug des Films positiv hervor, befanden jedoch auch, dass „ein wenig mehr Spuk und märchenhafte Überhöhung […] die Geschichte wohl noch unterhaltsamer gemacht“ hätten.
Das Lexikon des internationalen Films nannte Felix und der Wolf einen „[g]eradlinig erzählte[n] Kinderfilm, der die Alltagssituationen und -konflikte seiner Hauptfigur liebevoll herausarbeitet und zu einem modernen Märchen verdichtet. Trotz seiner konventionellen Inszenierung ein sympathisches Plädoyer für ein kindgemäßes Heranwachsen.“

## Auszeichnung
Auf dem Kinderfilmfestival Goldener Spatz erhielt Felix und der Wolf 1989 den Sonderpreis des Ministers für Kultur der DDR.